# Kim Da-mi
Kim Da-mi (9 de abril de 1995) es una actriz surcoreana.

## Carrera
Es conocida por interpretar el papel protagónico en la película de acción y misterio The Witch: Part 1.The Subversion (2018).
En enero del 2020 se unió a la serie Itaewon Class, donde dio vida a Jo Yi-seo, una sociópata altamente inteligente y una famosa bloguera en las redes sociales, hasta el final de la serie el 21 de marzo del mismo año.
Ese mismo mes se anunció que se había unido al elenco de la película Soulmate, que se estrenó en marzo de 2023.
El 6 de diciembre de 2021 se unió al elenco de la serie Our Beloved Summer, donde dio vida a Kook Yeon-su.

## Filmografía

### Series de televisión
| Año     | Título             | Personaje     | Notas |
| ------- | ------------------ | ------------- | ----- |
| 2020    | Itaewon Class      | Cho Yi-seo    |       |
| 2021-22 | Our Beloved Summer | Kook Yeon-soo | [ 6 ] |

### Cine
| Año  | Título                           | Papel      | Notas        |
| ---- | -------------------------------- | ---------- | ------------ |
| 2017 | Marionette                       | Yoo Min-ah | [ 7 ]        |
| 2018 | La Bruja: Parte 1. La Subversión | Ja-yoon    | [ 8 ]        |
| 2023 | Soulmate                         | Ahn Mi-so  | [ 9 ] [ 10 ] |

### Presentadora
| Año  | Título                    | Notas                     |
| ---- | ------------------------- | ------------------------- |
| 2021 | 57th Baeksang Arts Awards | presentadora de categoría |

### Anuncios
| Año  | Título            | Notas                |
| ---- | ----------------- | -------------------- |
| 2019 | ETIQA Airway Mask | junto a Lee Hong-nae |

## Premios y nominaciones
| Año  | Premio                                        | Categoría                                                          | Trabajo nominado                 | Resultado | Ref.          |
| ---- | --------------------------------------------- | ------------------------------------------------------------------ | -------------------------------- | --------- | ------------- |
| 2018 | 22 Fantasia International Film Festival       | Premio Cheval Noir a la Mejor Actriz                               | La Bruja: Parte 1. La Subversión | Ganadora  | [ 12 ] [ 13 ] |
| 2018 | 27 Buil Premios del Cine                      | Mejor Actriz Revelación                                            | La Bruja: Parte 1. La Subversión | Ganadora  | [ 14 ]        |
| 2018 | 6 Marie Claire Asia Star Awards               | Premio Estrella en Ascenso                                         | La Bruja: Parte 1. La Subversión | Ganadora  | [ 15 ]        |
| 2018 | 55.ª edición Grand Bell Awards                | Mejor Actriz                                                       | La Bruja: Parte 1. La Subversión | Nominada  | [ 16 ]        |
| 2018 | 55.ª edición Grand Bell Awards                | Mejor Actriz Revelación                                            | La Bruja: Parte 1. La Subversión | Ganadora  | [ 17 ]        |
| 2018 | 2.º Premios Seúl                              | Mejor Actriz Nueva (Película)                                      | La Bruja: Parte 1. La Subversión | Ganadora  | [ 18 ]        |
| 2018 | 3er Festival de Cine Asiático de Londres      | Premio Estrella en ascenso                                         | La Bruja: Parte 1. La Subversión | Ganadora  | [ 19 ]        |
| 2018 | 2.º Elle Style Awards                         | Siguiente Icono Elle                                               | La Bruja: Parte 1. La Subversión | Ganadora  | [ 20 ]        |
| 2018 | 39 Blue Dragon Film Awards                    | Mejor Actriz Revelación                                            | La Bruja: Parte 1. La Subversión | Ganadora  | [ 21 ]        |
| 2018 | 18 Festival de Cine de Corea Juventud Mundial | Premio Actriz Popular                                              | La Bruja: Parte 1. La Subversión | Ganadora  | [ 22 ]        |
| 2018 | 3 Premios Artista de Asia                     | Premio debutante                                                   | La Bruja: Parte 1. La Subversión | Ganadora  | [ 23 ]        |
| 2018 | 18 Premios Corte del Director                 | Mejor Actriz Revelación                                            | La Bruja: Parte 1. La Subversión | Ganadora  | [ 24 ]        |
| 2020 | 56th Baeksang Arts Award                      | Mejor nueva actriz                                                 | Itaewon Class                    | Ganadora  | [ 25 ]        |
| 2020 | 7th APAN Star Award                           | Best New Actress                                                   | Itaewon Class                    | Nominada  |               |
| 2020 | 7th APAN Star Award                           | Popular Star Award, Actress                                        | Itaewon Class                    | Nominada  |               |
| 2021 | 2021 SBS Drama Award                          | Director's Award                                                   | Our Beloved Summer               | Ganadora  | [ 26 ]        |
| 2021 | 2021 SBS Drama Award                          | Top Excellence Award, Actress in a Miniseries Romance/Comedy Drama | Our Beloved Summer               | Nominada  |               |
| 2021 | 2021 SBS Drama Award                          | Best Couple Award (junto a Choi Woo-shik)                          | Our Beloved Summer               | Nominados |               |